# NGC 3589
NGC 3589 (другие обозначения — UGC 6275, MCG 10-16-96, ZWG 291.46, PGC 34308) — спиральная галактика с перемычкой (морфологический тип по Вокулёру SBcd) в созвездии Большой Медведицы. Открыта Уильямом Гершелем в 1793 году.
Этот объект входит в число перечисленных в оригинальной редакции «Нового общего каталога».
Галактика NGC 3589 входит в состав группы галактик NGC 3610. Помимо NGC 3589 в группу также входят ещё 12 галактик.
На фотографиях эта галактика наклонена к лучу зрения, имеет небольшое и очень тусклое ядро, погружённое в трудно прослеживаемую спиральную структуру с множественными узловидными конденсациями. Вытянута в направлении с северо-востока на юго-запад. При визуальном наблюдении в любительский телескоп галактику можно найти по окружающему её треугольнику ярких звёзд поля. Галактика выглядит пятнистой и диффузной; она небольшая, но хорошо видна при среднем увеличении как округлое, неправильной формы пятнышко света. Поверхностная яркость довольно равномерна по всему диску. Радиальная скорость: 2057 км/с. Расстояние: 92 млн световых лет. Диаметр: 40 тыс. световых лет.